# Manuel Garza González
Manuel Garza González (Reynosa, Tamaulipas, 25 de agosto de 1933-Ciudad de México, 18 de diciembre de 2021) conocido en los círculos políticos como «el Meme Garza»,[cita requerida] fue un político mexicano, miembro del Partido Revolucionario Institucional (PRI). Entre varios cargos políticos, fue presidente municipal de Reynosa y en dos ocasiones diputado federal.

## Biografía
Fue licenciado en Administración y Dirección de Empresas por la St. Edward's University de Austin, Texas y tenía estudios en Técnicas Agropecuarias en el Instituto Tecnológico y de Estudios Superiores de Monterrey. Era miembro del PRI desde 1954.
Inició su carrera política en su natal Reynosa, siendo integrante, secretario de Organización y presidente del comité municipal del PRI. En 1968 fue electo diputado a la XLVII Legislatura del Congreso del Estado de Tamaulipas, misma que concluyó en 1971. Este mismo año, fue a su vez electo presidente municipal de Reynosa, ejerciendo el cargo hasta 1974.
De 1976 a 1979 fue subsecretario de la Reforma Agraria, siendo titular de dicha secretaría Jorge Rojo Lugo, en el gobierno de José López Portillo. En el año de 1986 fue mencionado como posible candidato del PRI a gobernador de Tamulipas, aunque finalmente fue postulado a dicho cargo el entonces senador Américo Villarreal Guerra.
En 1991 fue electo diputado federal por la vía de la representación proporcional a la LV Legislatura que concluyó en 1994, y por segunda ocasión por la misma vía, pero a la LVIII Legislatura de 2000 a 2003, en la que fue integrante de las comisiones de Defensa Nacional; de Medio Ambiente y Recursos Naturales; de Reglamentos y Prácticas Parlamentarias; y de Población, Fronteras y Asuntos Migratorios.
Fue padre de la periodista televisiva Mónica Garza. Tras estar retirado de toda actividad política, falleció en la Ciudad de México el 18 de diciembre de 2021.